# أوريل مانجالا
أوريل مانجالا (18 مارس 1998 في بلجيكا - ) هو لاعب كرة قدم بلجيكي في مركز الوسط. لعب مع نادي رويال أندرلخت.

## روابط خارجية
- أوريل مانجالا على موقع الاتحاد الأوربي (الإنجليزية)
- أوريل مانجالا على موقع الاتحاد البلجيكي (الإنجليزية)
- أوريل مانجالا على موقع إي إس بي إن إف سي (الإنجليزية)
- أوريل مانجالا على موقع قاعدة بيانات كرة القدم.إي يو (الإنجليزية)
- أوريل مانجالا على موقع ليكيب (الفرنسية)
- أوريل مانجالا على موقع ناشيونال فوتبول تيمز (الإنجليزية)
- أوريل مانجالا على موقع Soccerbase.com (لاعب) (الإنجليزية)
- أوريل مانجالا على موقع Soccerway.com (الإنجليزية)
- أوريل مانجالا على موقع عالم كرة القدم.نت (الإنجليزية)
- أوريل مانجالا على موقع AS.com (الإسبانية)